# Elsholtzia nipponica
Elsholtzia nipponica là một loài thực vật có hoa trong họ Hoa môi. Loài này được Ohwi mô tả khoa học đầu tiên năm 1936.